# STS-39
STS-39 byla mise raketoplánu Discovery. Celkem se jednalo o 40. misi raketoplánu do vesmíru a 12. pro Discovery. Cílem mise bylo vynesení satelitu pro ministerstvo obrany Spojených států.

## Posádka
- Michael L. Coats (3) velitel
- Lloyd Blaine Hammond (1) pilot
- Guion S. Bluford, Jr. (3) letový specialista
- Gregory J. Harbaugh (1) letový specialista
- Richard J. Hieb (1) letový specialista
- Donald R. McMonagle (1) letový specialista
- Charles L. Veach (1) letový specialista

V závorkách je uvedený dosavadní počet letů do vesmíru včetně této mise.